# 포레나 천안아산역
포레나 천안아산역(영어: FORENA Cheonan Asan Stn.)은 대한민국 충청남도 아산시 배방읍에 공사중인 마천루다. 최고 층수 지상 70층, 최고 높이 251m로 구성되어 있다. 2022년에 착공하여 2027년 3월에 완공 예정이다.

## 역사
2022년 2월 아산배방택지지구에 생활숙박시설을 선보일 계획이 있다. 2022년 3월에 분양할 예정이다. 이후 분양이 끝났고 이후에 착공하여 2027년 3월에 완공할 예정이다. 완공되면 아산시에서 가장 높은 마천루가 된다.

## 구성
| 동 명칭 | 층수 |
| ------- | ---- |
| A동     | 70층 |
| B동     | 63층 |
| C동     | 57층 |

## 높이
이 생활숙박시설은 A동이 가장 높다. 지상 70층이고 높이는 251m이다. 아산시에서 50층이 넘는 생활숙박시설 3개동을 짓는다. 완공 시 아산시에서 가장 높은 생활숙박시설이 된다. 전국에서 가장 높은 생활숙박시설이 된다. 수도권과 부산을 제외하면 전국에서 가장 높은 생활숙박시설이 된다.

## 특징
통유리와 생활숙박시설 창문이 들어설 예정이다. 건물 위에는 포레나 간판을 설치할 예정이다. 최고층인 지상 70층에는 스카이라운지가 들어설 예정이다. 객실수 1,166호실이 들어선다. 주차대수는 총 2,072대다. 각동 1층에는 라운지가 들어서고 프리미엄 서비스, 집 서비스, 침구류 관리, 프런트 운영, 차량 공유하는 카셰어링 서비스, 힐링과 재충전이 가능한 사우나, 트레이닝 서비스가 제공된다. 주변에는 판매시설, 부대시설, 옥상정원, 어린이놀이터, 진입마당, 공개공지, 중앙광장, 경비실이 들어선다.

## 내부 시설

### A동
| 층수                | 시설                            |
| ------------------- | ------------------------------- |
| 70층                | 스카이라운지                    |
| 47층 ~ 69층         | 생활숙박시설                    |
| 46층                | 피난안전구역                    |
| 20층 ~ 45층         | 생활숙박시설                    |
| 19층                | 피난안전구역                    |
| 4층 ~ 18층          | 생활숙박시설                    |
| 2층 ~ 3층           | 생활숙박시설(3층), 생활지원시설 |
| 1층                 | 로비                            |
| 지하 4층 ~ 지하 1층 | 지하주차장                      |

### B동
| 층수                | 시설                            |
| ------------------- | ------------------------------- |
| 47층 ~ 63층         | 생활숙박시설                    |
| 46층                | 피난안전구역                    |
| 20층 ~ 45층         | 생활숙박시설                    |
| 19층                | 피난안전구역                    |
| 4층 ~ 18층          | 생활숙박시설                    |
| 2층 ~ 3층           | 생활숙박시설(3층), 생활지원시설 |
| 1층                 | 로비                            |
| 지하 4층 ~ 지하 1층 | 지하주차장                      |

### C동
| 층수                | 시설                            |
| ------------------- | ------------------------------- |
| 57층                | -                               |
| 47층 ~ 56층         | 생활숙박시설                    |
| 46층                | 피난안전구역                    |
| 20층 ~ 45층         | 생활숙박시설                    |
| 19층                | 피난안전구역                    |
| 4층 ~ 18층          | 생활숙박시설                    |
| 2층 ~ 3층           | 생활숙박시설(3층), 생활지원시설 |
| 1층                 | 로비                            |
| 지하 4층 ~ 지하 1층 | 지하주차장                      |

## 같이 보기
- 대한민국의 호텔 목록
- 대한민국의 마천루 목록
- 충청남도의 마천루 목록
- 아산시의 마천루 목록